# Безымянка (приток Ильда)
Безымя́нка — река в России, протекает в Некоузском районе Ярославской области; левый приток реки Ильд.
Начинается в нескольких километрах от деревни Васьки. Пересекает автомобильную дорогу и вскоре после этого впадает в Ильд. Течёт сперва по открытому пространству, затем по лесной местности.
Сельские населённые пункты у реки: Васьки, Мошники, Новопершино и Спас-Ильдь.